# 戴夫·雷徹特

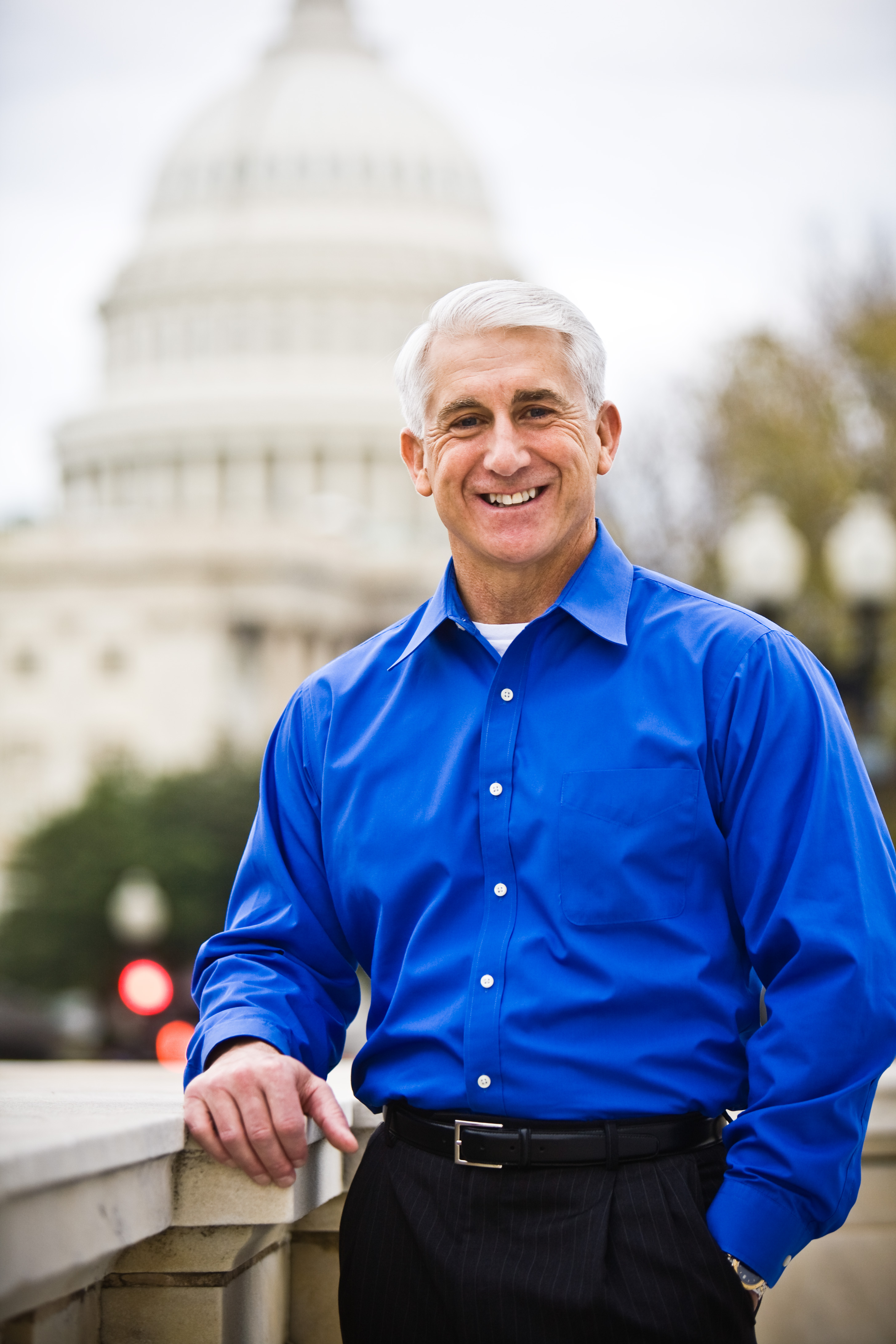
戴夫·雷徹特的官方照片

戴夫·雷徹特（Dave Reichert；1950年8月29日—）是美國的一位政治人物。自2005年開始，他是華盛頓州第8選舉區選出的美國眾議院議員。他的黨籍是共和黨。在踏入政壇之前，雷徹特是一位警察。

## 荣誉

### 外国勋章奖章
- 旭日重光章（日本，2018年11月3日公布[2]）